# 아몬틸라도의 술통

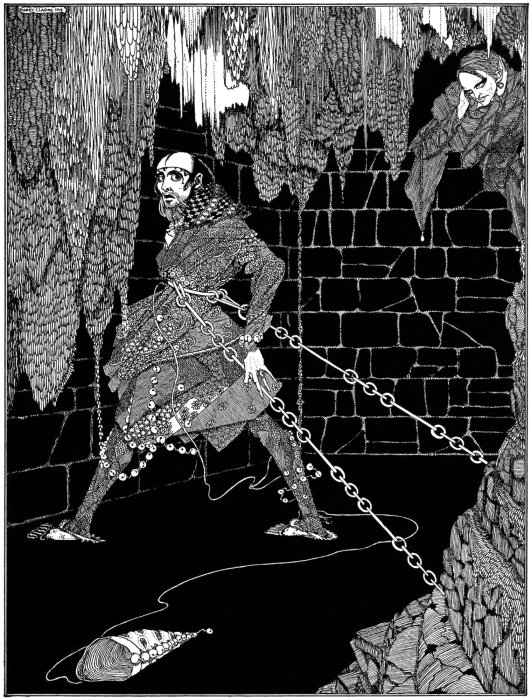

〈아몬틸라도의 술통〉("The Cask of Amontillado")은 에드거 앨런 포의 단편소설이다. 1846년 11월 《고디 여성지》(Godey's Lady's Book)에 투고되었다.
이름을 알 수 없는 이탈리아의 한 도시에 어느 해인지 알 수 없지만 사육제 기간을 배경으로 삼고 있다. 주인공은 자신을 모욕했다고 생각되는 친구에게 죽음으로 복수하려고 한다. 포의 다른 소설들과 마찬가지로 이 작품도 19세기 환상적 색채가 강하다. 생매장이 주요 소재로, 〈검은 고양이〉, 〈고자질하는 심장〉과 마찬가지로 살인자가 주인공이자 서술자인 1인칭 소설이다.
사실 Amontillado는 '아몬틸라도' 가 아닌 스페인어 발음인 ' 아몬티야도 ' 로 발음된다.